# Automeris crassus
Automeris crassus är en fjärilsart som beskrevs av Conte 1906. Automeris crassus ingår i släktet Automeris och familjen påfågelsspinnare. Inga underarter finns listade i Catalogue of Life.